# 俊介の朝から満塁ホームラン
『俊介の朝から満塁ホームラン』（しゅんすけのあさからまんるいホームラン）は、2002年4月1日から2003年3月27日まで茨城放送で放送されていたワイド番組である。
『阿部重典のOH!ワンダフル』に替わってスタートした午前のワイド番組で、それまで朝のワイド番組『朝からおじゃまします!』を担当していた古瀬俊介がパーソナリティを務めていた。オープニングでは、古瀬による野球実況「入った、満塁ホームラン」の後に番組のテーマソングが流れるという演出があった。

## 放送時間
- 月曜 - 木曜 8:30 - 11:50

## パーソナリティ
- 古瀬俊介
- 今章子

当時のタイムテーブルに「神出鬼没の鹿原アナ」と書いてあるが、鹿原徳夫は基本的に出演しなかった。

## コーナー
多くは『阿部重典のOH!ワンダフル』からの引き継ぎコーナーで、本番組のリニューアル版『俊介・章子の昼までドンドン』でもほぼそのまま行われていた。
- 今日のお元気さん
- クイズ変幻自在
- ジャパネットたかたラジオショッピング
- ちょっとした幸せ
- 朝満三三七拍子 - 途中から[要説明]。
- 日替わりスポーツ情報
  - 月曜 プロ野球情報
  - 火曜 水戸ホーリーホック情報 - サッカー情報番組『水戸ホーリーホックマガジン』の前身となったコーナー。
  - 水曜 Jリーグ情報
  - 木曜 様々なスポーツの話題